# Собор (роман)
«Собор» (укр. Собор) — роман, написанный в 1967 году украинским советским писателем Оле́сем Гонча́ром.

## История

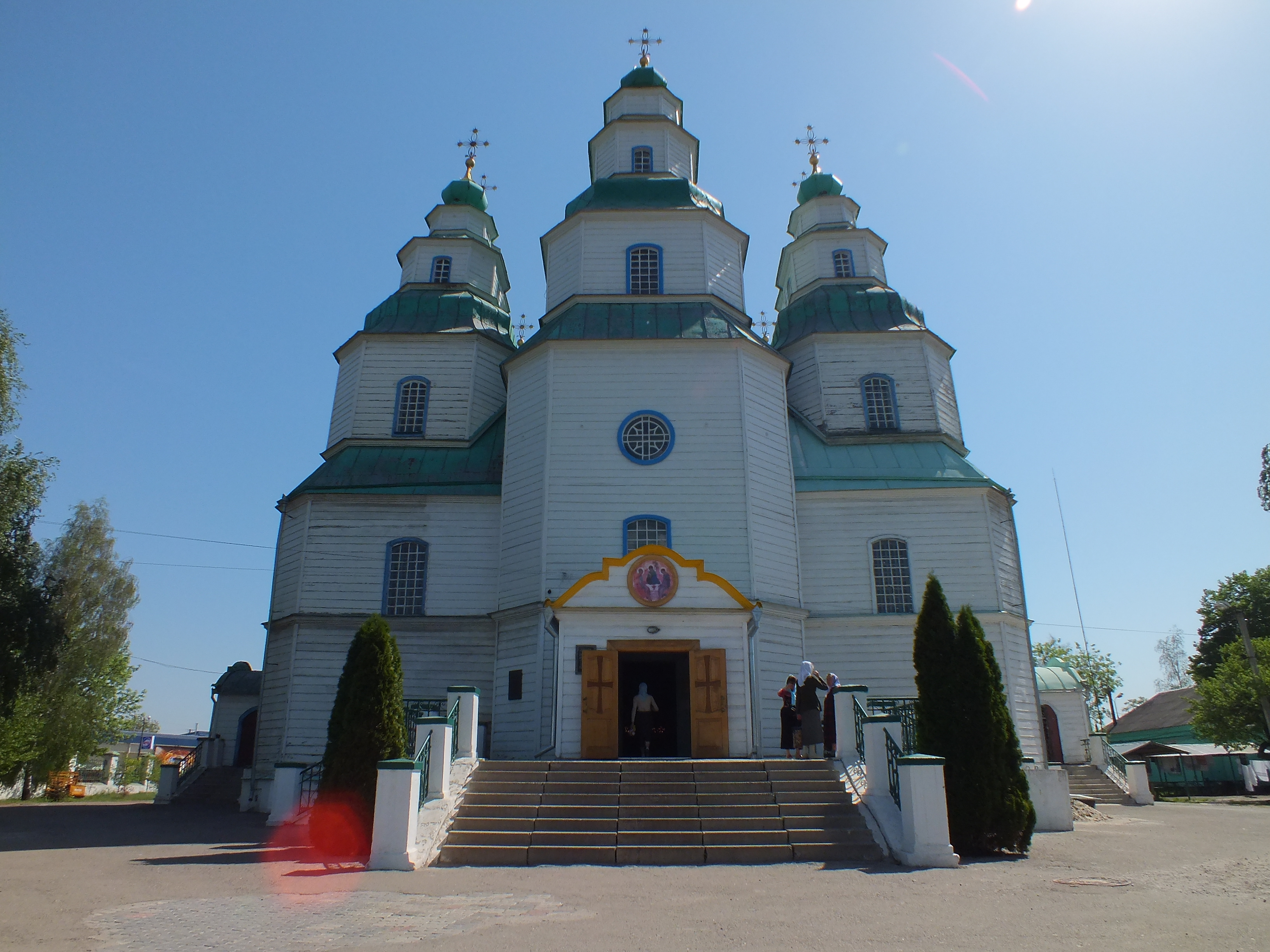
Новомосковский Троицкий собор

Роман создавался на протяжении четырёх лет — с 1964 по 1967 годы. В своём произведении Олесь Гончар за основу взял реальные события и факты.
В центре повествования романа находится борьба за возрождение духовности, за историческую память народа. Как символом всего святого и порядочного в  романе послужил Троицкий собор в Новомосковске Днепропетровской области. Но роман ждала печальная участь. Первый секретарь Днепропетровского обкома КПСС Ватченко узнал себя в образе одного из героев, после чего началась травля автора.
Роман был напечатан только в журнале «Отчизна» (1968 год), и уже напечатанный тираж книги был конфискован, перевод романа на русский язык был приостановлен. Несмотря на попытки защитить произведение другими украинскими писателями, оно было запрещено, и о романе перестали упоминать долгое время.

## Влияние
Роман имел значение не только для украинской литературы. В 1971 году литовский поэт Юстинас Марцинкявичюс написал собственный труд «Собор» — драматическую поэму про духовный собор литовской нации.
В 1974 году белорусский писатель Иван Шамякин создал своё произведение «Атланты и кариатиды» (бел. «Атланты і карыятыды», 1974), которое идеей переплетается с «Собором» Олеся Гончара.